# Dénes Berinkey

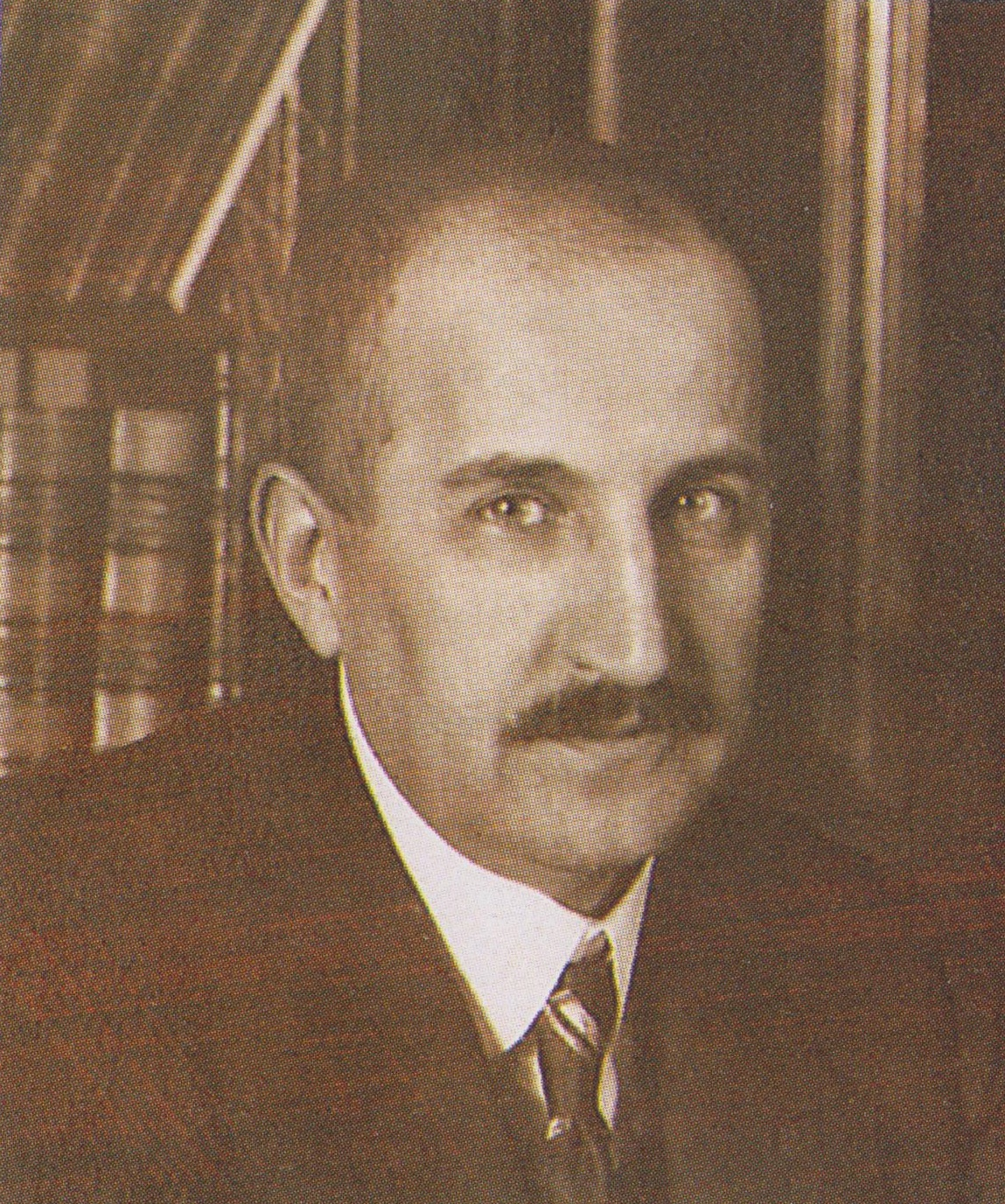
Dénes Berinkey

Dénes Berinkey (Csúz, 17 oktober 1871 - Boedapest, 25 juni 1944) was een Hongaars politicus en kortstondig premier van Hongarije.

## Biografie
Berinkey studeerde rechten en ging na zijn studies aan de slag als advocaat. Tijdens de Eerste Wereldoorlog werkte hij als leraar op de handelsacademie. Op 4 november 1918 werd hij minister van Justitie in de regering van Mihály Károlyi.
Nadat Károlyi op 16 november dat jaar de Democratische Republiek Hongarije had afgekondigd en op 11 januari 1919 tot eerste president van Hongarije werd verkozen, volgde Berinkey hem op als eerste minister, en oefende tegelijkertijd het ambt van minister van Buitenlandse Zaken uit van 19 januari tot 24 januari 1919. Op 20 maart 1919 legde Frankrijk de zogenaamde Vix-nota voor, die eiste dat de Hongaarse troepen zich verder in Hongarije terugtrokken. Omdat er algemeen werd van uitgegaan dat de militaire grenzen gauw ook staatsgrenzen zouden worden, weigerde Berinkey deze nota te aanvaarden, aangezien deze een gevaar zou betekenen voor de territoriale integriteit van Hongarije. Bijgevolg traden Berinkey en zijn regering af.
President Károlyi verklaarde vervolgens dat het nu aan de sociaaldemocraten was om een regering te vormen, maar hij wist bij het aanstellen van de nieuwe regering niet dat deze intussen met de communisten waren gefuseerd. Op die manier volgde op de regering-Berinkey een communistische regering die de Hongaarse Radenrepubliek uitriep.
In 1920 nam Berinkey zijn professionele activiteit als advocaat weer op en ging zich toeleggen op het internationaal recht, burgerlijk recht en strafrecht.